# Aung Zin Phyo
Aung Zin Phyo (* 6. November 1995) ist ein myanmarischer Fußballspieler.

## Karriere
Aung Zin Phyo stand seit mindestens 2019 beim Zwekapin United unter Vertrag. Der Verein aus Hpa-an spielte in der ersten Liga des Landes, der Myanmar National League. 2019 absolvierte er acht Erstligaspiele und schoss dabei fünf Tore. Ende 2019 wurde der Verein aufgelöst. Wo er seit Januar 2020 unter Vertrag steht, ist unbekannt.